# エヴォガエンターテイメント
エヴォガ・エンターテイメント(“EVOlution GAmes”のアクロニム)はメキシコにかつて存在したゲーム会社である。2000年に事業を開始したゲーム開発を専業としたラテンアメリカの会社であった。この会社はプランニング及びゲームデザインとキャラクターデザインの両方をエヴォガが手掛け、日本のノイズファクトリーに開発を委託しSNKプレイモアが販売したゲームであるレイジ・オブ・ザ・ドラゴンズでよく知られている。またこのゲームはゲーム業界で最初の日本企業とメキシコ企業の共同開発であった。2004年に破産手続きを始め事業を終了した。

## ゲーム
- Evolution soccer (2001年) - アーケード (BrezzaSoft Crystal System);
- レイジ・オブ・ザ・ドラゴンズ (2002年) - アーケード (SNK Multi Video System、ネオジオ)

## 開発中止
- Rage of the Dragons 2 (200?) - アーケード (格闘)
- The King of basketball? (200?) - アーケード (ザ・キング・オブ・ファイターズのキャラクターを使ったダンクドリームの形式のバスケットボールゲーム)
- Geometrics (200?) - アーケード (プラットフォーム・ゲーム)
- レイジ・オブ・ザ・ドラゴンズ (200?) - PlayStation 2用ソフト
- ES: Evolution Soccer Club edition (2007年予定) - アーケード / Crystal System